# 卡比華蘭奴足球會
卡比華蘭奴足球會（葡萄牙語：Capivariano Futebol Clube），簡稱卡比華蘭奴（Capivariano），是一支位于巴西聖保羅卡皮瓦里的足球會，成立於1918年。